# Rob Portman
Rob Portman, właśc. Robert Jones Portman (ur. 19 grudnia 1955) – amerykański polityk, działacz Partii Republikańskiej. W latach 2011–2023 roku pełnił funkcję senatora Stanów Zjednoczonych 3. klasy z Ohio. Wcześniej przez ponad dekadę reprezentował jeden z okręgów tego stanu w Izbie Reprezentantów oraz zajmował wysokie stanowiska w administracji prezydenta George’a  W. Busha.

## Młodość i życie prywatne
Rob Portman urodził się 19 grudnia 1955 roku w Cincinnati - mieście położonym w południowo-zachodniej części Ohio. Jego rodzice byli drobnymi przedsiębiorcami. Portman wraz z rodzeństwem pomagał rodzicom w prowadzeniu biznesu. Ich firma, w której początkowo pracowało pięć osób rozrosła się i po pewnym czasie zatrudniała ponad trzystu pracowników.
Portman zdobył wykształcenie prawnicze na University of Michigan. Zainteresował się także polityką, angażował się między innymi w kampanię republikanina Billa Gradisona do Kongresu. Po ukończeniu edukacji przeniósł się do Waszyngtonu, gdzie został ekspertem ds. prawa handlowego i pracował jako lobbysta. Po pewnym czasie wrócił do rodzinnego Cincinnati i pracował w kancelarii prawniczej.
W 1986 roku Portman poślubił Jane Dudley, którą poznał w trakcie studiów. Żona senatora była za młodu zwolenniczką demokratów, ale po ślubie zmieniła przekonania. W zamian Portman zmienił wyznanie i został metodystą (dorastał w rodzinie prezbiterianów). Para ma troje dzieci.

## Izba Reprezentantów
Portman wystartował w 1993 roku w wyborach uzupełniających do Izby Reprezentantów z 2. okręgu wyborczego w stanie Ohio. Poprzedni kongresmen, Bill Gradison, zrezygnował z urzędu w czasie trwania kadencji. Okręg Portmana obejmował przedmieścia Cincinnati i kilka hrabstw na wschód od miasta. Tereny te były (i wciąż są) bastionem republikanów. Portman wygrał prawybory zdobywając 36% głosów. Wybory ogólne były właściwie formalnością - Portman zdobył 70% głosów. Do Izby Reprezentantów wybierany był jeszcze sześć razy - nigdy nie uzyskując mniej niż 70% głosów.
Podczas pobytu w Izbie Reprezentantów Portman dał się poznać jako konserwatysta. Potrafił jednak współpracować z demokratami. Mocno angażował się w przyjęcie zrównoważonego budżetu (balanced budget) w 1997 roku.
W tym czasie Portman zaczął pomagać ubiegającym się o prezydenturę republikanom w przygotowaniach do debat. Jego zadaniem było imitowanie rywala podczas próbnych debat. Wcielał się m.in. w postać Ala Gore’a (dla Busha w 2000 roku) czy Baracka Obamy (dla Johna McCaina w 2008 i Mitta Romneya w 2012).

## Działalność w administracji George’a W. Busha
17 marca 2005 roku prezydent George W. Bush nominował Portmana na stanowisko Reprezentanta ds. Handlu w swojej administracji. Ów Reprezentant odpowiedzialny jest za wdrażanie i egzekwowanie polityki handlowej USA. Po oficjalnym zatwierdzeniu nominacji przez Kongres Portman objął stanowisko 17 maja.
Niespełna rok później 18 kwietnia 2006 roku Bush nominował Portmana na stanowisko Dyrektora Urzędu Planowania i Budżetu. Urząd ten pomaga prezydentowi w przygotowaniu budżetu. Został zatwierdzony na to stanowisko przez Senat bez żadnego głosu sprzeciwu. Celem Portmana, fiskalnego konserwatysty, było zrównoważenie budżetu tak, by wydatki nie były większe niż przychody. By to osiągnąć przyszły senator opowiadał się za ograniczeniem niepotrzebnych wydatków. 19 czerwca 2007 roku Portman zrezygnował z zajmowanego stanowiska. Tłumaczył, że chce spędzać więcej czasu z rodziną.

## Senator
Na początku 2009 roku urzędujący senator George Voinovich - legenda polityki Ohio - ogłosił, że nie będzie ubiegać się o reelekcję. Niedługo potem, 14 stycznia, Portman oznajmił, że zamierza kandydować na miejsce Voinovicha. Szybko stał się zdecydowanym faworytem prawyborów. Uzyskał poparcie całego partyjnego establishmentu. Ostatecznie Portman był jedynym kandydatem w republikańskich prawyborach. Jego rywalem w wyborach ogólnych, które odbyły się 2 listopada 2010 roku był demokrata Lee Fisher, zastępca gubernatora Ohio. Początkowo wydawało się, że wybory będą wyrównane. Na niekorzyść Portmana miało działać jego powiązanie z niepopularną administracją Busha. Wkrótce jednak okazało się, że dużo ważniejszą kwestią jest niezadowolenie wyborców z dotychczasowych rządów prezydenta Obama, a w szczególności z jego reformy służby zdrowia. Niezadowolenie to pomogło uzyskać republikanom znakomity wynik wyborczy w całym kraju. Nie inaczej było w Ohio, gdzie dodatkową przewagą Portmana był fakt, że zebrał znacznie więcej pieniędzy niż Fisher. Ostatecznie Portman pokonał rywala 57%-39%, przegrywając tylko w 6 hrabstwach.
Portman w 2013 roku trafił na czołówki gazet po tym jak oświadczył, że popiera małżeństwa osób tej samej płci. W momencie tego oświadczenia był jedynym republikaninem, który przyjął takie stanowisko.
Portman zasiada w kilku ważnych senackich komisjach m.in. Komisji ds. Budżetu, Komisji ds. Finansów.
Portman podczas wyborów prezydenckich w 2012 roku był wymieniany jako potencjalny kandydat na wiceprezydenta. Ostatecznie Mitt Romney - kandydat republikanów, wybrał kongresmena z Wisconsin Paula Ryana. Spekulowano, że Portman może sam ubiegać się o prezydenturę w 2016 roku, jednak on sam oświadczył, że zamierza ubiegać się o reelekcję.
W 2016 roku Portman został wybrany na drugą kadencję. W listopadowych wyborach zdecydowanie pokonał byłego gubernatora Ohio Teda Stricklanda zdobywając 58% głosów, przy 37% oddanych na rywala.
Nie ubiegał się o reelekcję na trzecią kadencję w 2022 roku.

## Odznaczenia
- Order „Za zasługi” I klasy (Ukraina, 2022)[3]
- Order „Za zasługi” III klasy (Ukraina, 2018)[4]